# 小行星6720
小行星6720（6720 Gifu）是一颗绕太阳运转的小行星，为主小行星带小行星。该小行星于1990年11月11日发现。
該小行星以日本岐阜縣岐阜市命名。

## 轨道参数
小行星6720的轨道半长轴为3.0932411 UA，离心率为0.15。